# 崔愛奇
崔 愛奇（チェ・エギ、朝鮮語: 최애기、1895年3月14日 - 2005年1月25日）は、大韓民国の長寿者。

## 生涯
1895年3月14日に生まれ、3世紀にわたって曽孫-高孫まで4代が一緒に暮らした。ソウル大学校医科大学の教授であるパク・サンチョル率いる研究団が、韓国全体の100歳以上の老人1,600人余りを対象に実際の年齢を確認した結果、国内の最高齢者であることが確認された。
2005年1月25日、自宅にて老衰により満109歳（数え110歳）で死去した。